# Groot-Cambronpolder
De Groot-Cambronpolder is een polder ten noordwesten van Hulst, behorende tot de Polders van Stoppeldijk en Cambron.
De polder is een herdijking van een deel van het Verdronken Land van Cambron, een aantal in 1585 geïnundeerde Middeleeuwse polders die door de monniken van de Abdij van Cambron werden ingedijkt.
De polder, die in 1707 werd ingedijkt, heeft een oppervlakte van 342 ha. In 1715 kwam ze bij een stormvloed nog onder water te staan, maar werd weer drooggemaakt. In de polder ligt de buurtschap De Kraai.